# Xenotosuchus

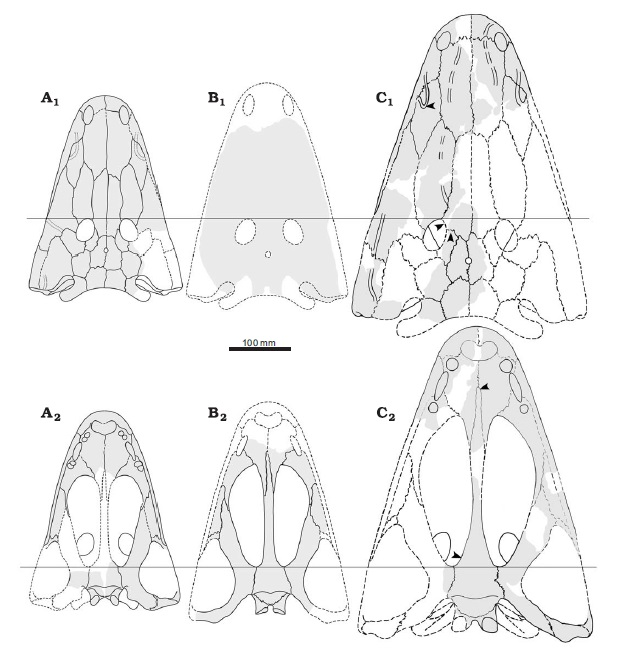
Séquence ontogénétique de Xenotosuchus africanus (développement du crâne durant la croissance) : vue supérieure (haut) et inférieure (bas).

Xenotosuchus africanus, Capitosaurus africanus, Parotosuchus africanus, Wellesaurus africanus
Genre
Espèce
Synonymes
- †Capitosaurus africanus
- †Parotosuchus africanus
- †Wellesaurus africanus

Xenotosuchus est un genre fossile de Mastodonsauroïdes temnospondyles au sein de la famille des Mastodonsauroidae connus de l'époque du Trias en Afrique du Sud. L'espèce type est Xenotosuchus africanus et, en 2022, le genre est resté monotypique.

## Présentation
Le genre est basé sur un crâne décrit en 1909 par Robert Broom sous le nom de Parotosuchus africanus, animal auquel il ressemblait en général et en habitudes.

## Description

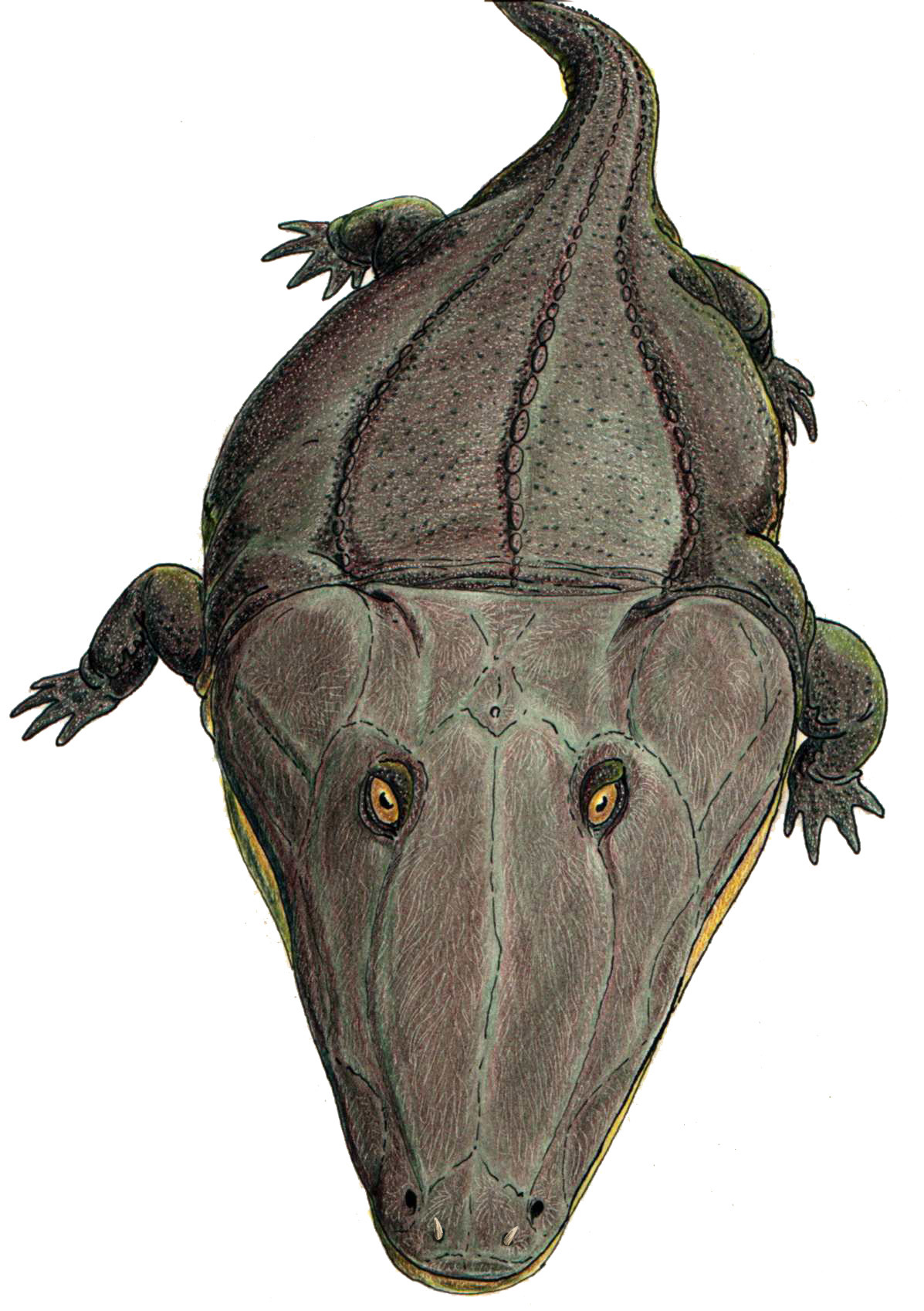
Restitution de Mastodonsaurus par le paléoartiste Dimitri Bogdanov

Comme beaucoup de Mastodonsauroïdes, Xenotosuchus était un grand animal (environ 3 mètres) avec une grosse tête (55 centimètres). Son style de vie était amphibie. Au fil de sa croissance, le crâne aux plaques à peu de reliefs du têtard évoluait vers la forme adulte accomplie, aux os de la tête  couverts de grandes fosses et rainures, indiquant une armure cutanée sur la tête. Les mâchoires supérieure et inférieure avaient des grands crocs, ceux de la mâchoire supérieure étant situés dans la deuxième rangée de dents, sur le vomer et l'os palatin. Contrairement aux formes apparentées comme Mastodonsaurus, les crocs de la mâchoire inférieure étaient de taille modérée et ne pénétraient pas le prémaxillaire.